# Tim van Assema
Tim van Assema (Assendelft, 31 januari 2002) is een Nederlands-Zweeds voetballer die als middenvelder voor Tvååkers IF speelt.

## Carrière
Tim van Assema speelde in de jeugd van SVA Assendelft. In 2013 werd hij gescout door AZ, maar deze overstap kwam er niet omdat hij met zijn familie naar Zweden verhuisde. Hier speelde hij in de jeugd van de amateurclubs IFK Åmål en Säffle FF, waar hij op vijftienjarige leeftijd in het eerste elftal debuteerde. Sinds 2019 speelt hij in de jeugd van IFK Göteborg. Van Assema debuteerde in het eerste elftal 22 augustus 2019, in de met 0-4 gewonnen bekerwedstrijd tegen BK Astrio. Hij begon in de basisopstelling en werd in de 76e minuut vervangen door Hosam Aiesh. In het seizoen 2019 zat hij nog enkele wedstrijden in de Allsvenskan op de bank bij het eerste elftal, maar tot een competitiedebuut kwam het nog niet. In 2020 kwam dit er wel van, in de met 2-0 gewonnen thuiswedstrijd tegen IK Sirius FK op 28 augustus 2020. Hij kwam in de 90+2e minuut in het veld voor Hussein Carneil. Een week later tegen Mjällby AIF mocht hij 25 minuten invallen. In 2023 vertrok hij naar Tvååkers IF.

### Statistieken
| Seizoen                    | Club           | Land           | Competitie                 | Competitie | Competitie | Beker | Beker | Totaal | Totaal |
| Seizoen                    | Club           | Land           | Competitie                 | Wed.       | Dlp.       | Wed.  | Dlp.  | Wed.   | Dlp.   |
| -------------------------- | -------------- | -------------- | -------------------------- | ---------- | ---------- | ----- | ----- | ------ | ------ |
| 2018                       | Säffle FF      | Zweden         | Division 3 Västra Svealand | 8          | 1          | 0     | 0     | 8      | 1      |
| 2019                       | IFK Göteborg   | Zweden         | Allsvenskan                | 0          | 0          | 1     | 0     | 1      | 0      |
| 2020                       | IFK Göteborg   | Zweden         | Allsvenskan                | 0          | 0          | 0     | 0     | 0      | 0      |
| 2021                       | IFK Göteborg   | Zweden         | Allsvenskan                | 0          | 0          | 0     | 0     | 0      | 0      |
| 2022                       | IFK Göteborg   | Zweden         | Allsvenskan                | 2          | 0          | 1     | 0     | 3      | 0      |
| 2023                       | Tvååkers IF    | Zweden         | Ettan Södra                | 0          | 0          | 0     | 0     | 0      | 0      |
| Carrièretotaal             | Carrièretotaal | Carrièretotaal | Carrièretotaal             | 10         | 1          | 2     | 0     | 12     | 1      |
| Bijgewerkt op 3 maart 2023 |                |                |                            |            |            |       |       |        |        |